# Andō Lloyd: A.I. knows Love?
Andō Lloyd: A.I. knows Love? (安堂ロイド〜A.I. knows LOVE?〜?) es un drama japonés que se estrenó en TBS el 13 de octubre de 2013. Takuya Kimura interpreta al personaje principal y desempeña un papel doble en la historia. El primer episodio es de 69 minutos, mientras que el segundo episodio tiene una duración de 64 minutos.

## Argumento
Reiji Matsushima es un físico genio. Un día, en el año 2013, Reiji muere en una explosión de avión. Fue un profesor guapo y famoso que estudió las teorías de los agujeros de gusano. Su novia Asahi es una profesional capaz que trabaja en una gran empresa de TI. Ella es hermosa e inteligente, pero se encuentra con Reiji y se enamora de él. Sus días con Reiji eran felices, pero un día se muere y alguien trata de asesinarla. Asahi no sabe por qué alguien quiere acabar con su vida. Lloyd, que se ve exactamente igual que su prometido muerto Reiji, aparece de repente frente a ella. Lloyd vino del año 2113. Su misión es proteger Asahi de cualquier situación de riesgo. Lloyd lucha para protegerla.  Lloyd no sabe lo que significa "amor" y no entiende la ira o la tristeza humana. En un primer momento, a Asahi no le gusta Lloyd, pero poco a poco sus sentimientos cambian. Lloyd también comienza a desarrollar sentimientos por ella.

## Reparto
- Takuya Kimura es Reiji Matsushima / Lloyd Ando
- Kō Shibasaki es Asahi Ando
- Yūko Ōshima es Nanase Matsushima (Hermana menor de Reiji)
- Kenta Kiritani es Shinjo Hoshi
- Tsubasa Honda es Supuri
- Mirei Kiritani
- Sayaka Yamaguchi  es Sakiko Komatsu
- Lewis Jesse es Tom Edogawa
- Mitsuki Yamamoto es Kaoru Kuriyama
- Yūta Hiraoka
- Yuko Natori
- Kenichi Endo es Saku Ashimoi
- Yojin Hino es Yoshiyuki Tomiya